# Karl F. Schumann
Karl Ferdinand Schumann (* 19. Februar 1941 in Bautzen) ist ein deutscher Soziologe und Kriminologe.

## Leben
Schumann studierte von 1959 bis 1967 Soziologie, Psychologie und Kriminologie an den Universitäten Marburg, Heidelberg, Tübingen und Münster. 1967 wurde er an der Universität Tübingen promoviert (Doktorvater: Ralf Dahrendorf). Von 1967 bis 1969 war er Wissenschaftlicher Mitarbeiter am Zentrum für Bildungsforschung der Universität Konstanz. Von 1970 bis 1972 war er American Studies Fellow an der University of Pennsylvania in Philadelphia und an der University of California, Berkeley. 
Von 1973 bis 1977 war Schumann  Wissenschaftlicher Rat und  Professor für qualitative Methoden an der Fakultät für Soziologie der Universität Bielefeld. Seit 1977 war er Professor der Kriminologie am Fachbereich Rechtswissenschaft der Universität Bremen, seit 2000 zugleich Professor am Fachbereich Soziologie der bremischen Universität. Seit 2004 ist Schumann Professor im Ruhestand.
Schumann zählt zu den Vertretern der Kritischen Kriminologie in Deutschland. Er gehörte zu den Mitverfassern des Ersten und des Zweiten Periodischen Sicherheitsberichts der Bundesregierung.
Die Kriminologische Gesellschaft hat ihm am 30. September 2017 die Beccaria-Medaille in Gold für Verdienste um die Kriminologie verliehen.

## Schriften (Auswahl)
- Der Handel mit Gerechtigkeit. Funktionsprobleme der Strafjustiz und ihre Lösungen. Am Beispiel des amerikanischen plea bargaining. Suhrkamp, Frankfurt am Main 1977, ISBN 3-518-07814-3.
- Vom Ende des Strafvollzugs. Ein Leitfaden für Abolitionisten. AJZ, Bielefeld 1988, ISBN 3-921680-73-5.
- Positive Generalprävention. Ergebnisse und Chancen der Forschung. Müller Juristischer Verlag, Heidelberg 1989, ISBN 3-8114-1089-X.
- Experimente contra Kriminalität. 14 wissenschaftliche Abenteuer. Beltz Juventa, Weinheim 2021, ISBN 978-3-7799-6375-2 Print